# DokuWiki
DokuWiki est un moteur de wiki libre sous licence GNU GPL conforme aux standards, simple à utiliser, dont le but principal est de créer des documentations de toutes sortes. Ce logiciel est développé en PHP par Andreas Gohr. Il est destiné aux équipes de développement, aux travaux de groupe et aux petites entreprises. Il a une syntaxe simple qui assure la lisibilité des fichiers de données en dehors du wiki et facilite la création de textes structurés. Toutes les données sont stockées dans des fichiers texte, et donc aucune base de données n'est nécessaire.

## Historique
DokuWiki a été créé par Andreas Gohr en juin 2004. La première version officielle est sortie en juillet sur Freshmeat. L'une des étapes importantes de la phase du développement a été la refonte des analyseurs syntaxiques et de la partie rendu en janvier 2005. Cette nouvelle réalisation a été synonyme de performances bien meilleures et a ainsi rendu DokuWiki utilisable pour les projets de documentation plus importants. Elle a apporté une interface générique pour les plugins qui a simplifié le travail de développement et de maintenance des extensions. Ces améliorations ont bien été perçues par la communauté puisque DokuWiki fait désormais partie des distributions Debian depuis avril 2005 et Gentoo depuis juillet 2005. Aujourd'hui, DokuWiki fait partie des moteurs de wiki les plus connus.

## Principales fonctionnalités
Gestion de versionsDokuWiki sauvegarde toutes les différentes versions de chaque page du wiki, permettant ainsi aux utilisateurs de comparer entre elles n'importe quelles versions de chaque page. L'outil permettant d'observer les différences entre deux différentes versions est le même que celui de MediaWiki. Depuis la version Angua 2012-01-25, DokuWiki conserve également les différentes versions de tous les documents joints au wiki, tels que les images, sons, films et autres documents qui sont confiés au wiki. Le gestionnaire de média permet de comparer visuellement les différentes versions des images. Un système de verrou empêche plusieurs utilisateurs de modifier une même page en même temps.
Contrôle d’accèsUn fichier unique de liste de permissions détermine le contrôle d'accès, à la page ou par espace. Ce fichier est modifiable manuellement ou via le module intégré de gestion d'utilisateurs.
PluginsDokuWiki possède une interface générique de gestion des plugins qui simplifie le développement et la maintenance des plugins. Le 8 août 2012, 929 plugins sont disponibles. Ces derniers peuvent être facilement intégrés au moteur de Wiki par un utilisateur possédant les droits d’administrateur grâce à l’interface de gestion des plugins.
TemplatesL'apparence du wiki peut être définie dans un patron. Il existe déjà de nombreux patrons fournis par la communauté.
InternationalisationDokuWiki fonctionne en UTF-8 ce qui permet à des langues telles que le mandarin, le thaï et l’hébreu d’être affichées correctement. Actuellement, DokuWiki peut être configuré dans une quarantaine de langues différentes.
Mise en mémoire cacheDokuWiki sauvegarde le rendu des pages permettant ainsi de diminuer la charge des serveurs.
Recherche plein texteDokuWiki possède une recherche indexée intégrée, avec laquelle un utilisateur peut rechercher des mots clefs sur le wiki.
EditeurDokuWiki possède une barre d'outils facilitant le travail des rédacteurs. Le code de cet éditeur est, pour une petite partie, adapté du code l'éditeur TinyMCE. Il est possible d'installer d'autres éditeurs via des plugins, ce qui permet par exemple l'intégration de l'éditeur xHTML CKeditor. Cet éditeur apporte de nombreuses fonctionnalités d'édition (dont le WYSIWYG) à la portée d'un internaute lambda.

## Sources
1. ↑  « Release 2025-05-14 “Librarian” »
2. ↑  « Tendances analysées par Google »(Archive.org • Wikiwix • Archive.is • Google • Que faire ?)
3. ↑  (en) « Commentaire de la source hotkey.js » (consulté le 13 avril 2025)
4. ↑  (en) « CKGEdit Plugin » (consulté le 13 avril 2025)